# Шурово (Вологодская область)
Шурово — деревня в Череповецком районе Вологодской области.
Входит в состав Ягановского сельского поселения, с точки зрения административно-территориального деления — в Ягановский сельсовет.
Расстояние по автодороге до районного центра Череповца — 27 км, до центра муниципального образования Яганово — 3 км. Ближайшие населённые пункты — Дор, Царево, Лохта, Назаровская.
По переписи 2002 года население — 18 человек.